# 猶他州奧格登聖殿
猶他奧格登聖殿（Ogden Utah Temple）是第16座耶穌基督後期聖徒教會的聖殿且第14座運營中的聖殿。 它位於猶他州奧格登，最初採用現代風格的單尖頂設計建造，與猶他普若佛聖殿非常相似。 在2014年完成的翻新工程中，內部和外部都被翻新發生了很大變化。

## 聖殿歷史
奧格登和普若佛的聖殿由於鹽湖城，曼泰和洛根聖殿的人滿為患而被計劃。猶他奧格登聖殿的會員人數超過135,000。 耶穌基督後期聖徒教會於1967年8月24日宣布了在奧格登建造一座聖殿的意圖。1970年9月7日，舉行了奠基儀式。自該地區定居以來，這座教會擁有的遺址10英畝（40,000平方公尺），為大禮拜堂廣場。 1921年，教會會長禧伯‧郭（Heber J. Grant）檢查了該遺址，將其視為可能的聖殿遺址，但認為建造該建築的時間不合適。
在建造時，奧格登聖殿與耶穌基督後期聖徒教會先前建造的聖殿不同。最初的設計非常具有時當代建築風格，選擇段是在奧格登市中心，周圍是企業和辦公室。自從1893年鹽湖城聖殿建造以來，到1896年猶他得到州的地位以來，奧格登的這座聖殿都是在猶他州裏建造的第一座聖殿。
奧格登聖殿最初的建築面積為115,000平方英尺（10,700平方公尺），共有四層，地下一層。聖殿包括六間教儀室和十一間印證室。聖殿上的石砌被挖出凹槽，並且在石頭之間加入了裝飾性金屬格柵。帶有單向玻璃的金窗也增添了聖殿的美感。
奧格登聖殿於1972年1月18日由教會會長約瑟‧斐亭‧斯密（Joseph Fielding Smith)奉獻，普若佛聖殿幾個星期之後也被奉獻。
從2001年開始，一直持續到2002年的大部分時間，聖殿的外部和周圍的地面都發生了重大變化。修復了聖殿外部的天氣損壞，尖頂原本是淡黃色的，被漆成亮白色。在聖殿被奉獻了將近30年之後，在聖殿的尖塔上加上了一個玻璃鋼雕像，上面覆蓋著金箔的天使摩羅乃雕像。聖殿的花園有走道和小徑，遊客可以在聖殿周圍走動，也可以從相鄰的大街道進入建築物。
耶穌基督後期聖徒教會於2010年2月17日宣布了，猶他奧格登聖殿將進行重大的外部和內部翻新，這將顯著改變建築物的外觀。升級包括用更現代的節能設備替換舊的電氣，供暖和水暖系統。 其他改進包括建造新的地下停車場，對聖殿遺址進行徹底的美化以及對相鄰的奧格登大禮拜堂進行翻新。內部空間從131,000平方英尺（12,000平方公尺)減少到115,000平方英尺（10,700平方公尺）但是通過改進的設計，重建後有更多可用的空間。
2014年4月25日，教會宣布，隨著裝修工作即將完成，將於2014年8月1日至9月6日舉行公眾開放日。然後，教會會長多馬·孟蓀（Thomas S. Monson）在2014年9月21日分三屆會議對聖殿做重新奉獻。
2020年，因冠狀病毒大流行而關門了猶他奧格登聖殿。

## 外部連結
- 维基共享资源上的相關多媒體資源：猶他州奧格登聖殿
- Ogden Utah Temple Official site （页面存档备份，存于）
- Ogden Utah Temple （页面存档备份，存于） at ChurchofJesusChristTemples.org